# Lycosa yizhangensis
Lycosa yizhangensis este o specie de păianjeni din genul Lycosa, familia Lycosidae, descrisă de Yin, Peng și Wang, 1996. Conform Catalogue of Life specia Lycosa yizhangensis nu are subspecii cunoscute.